# Кашина Норбијато (Падова)
Кашина Норбијато је насеље у Италији у округу Падова, региону Венето.
Према процени из 2011. у насељу је живело 117 становника. Насеље се налази на надморској висини од 17 м.